# 에리크 뵈르트

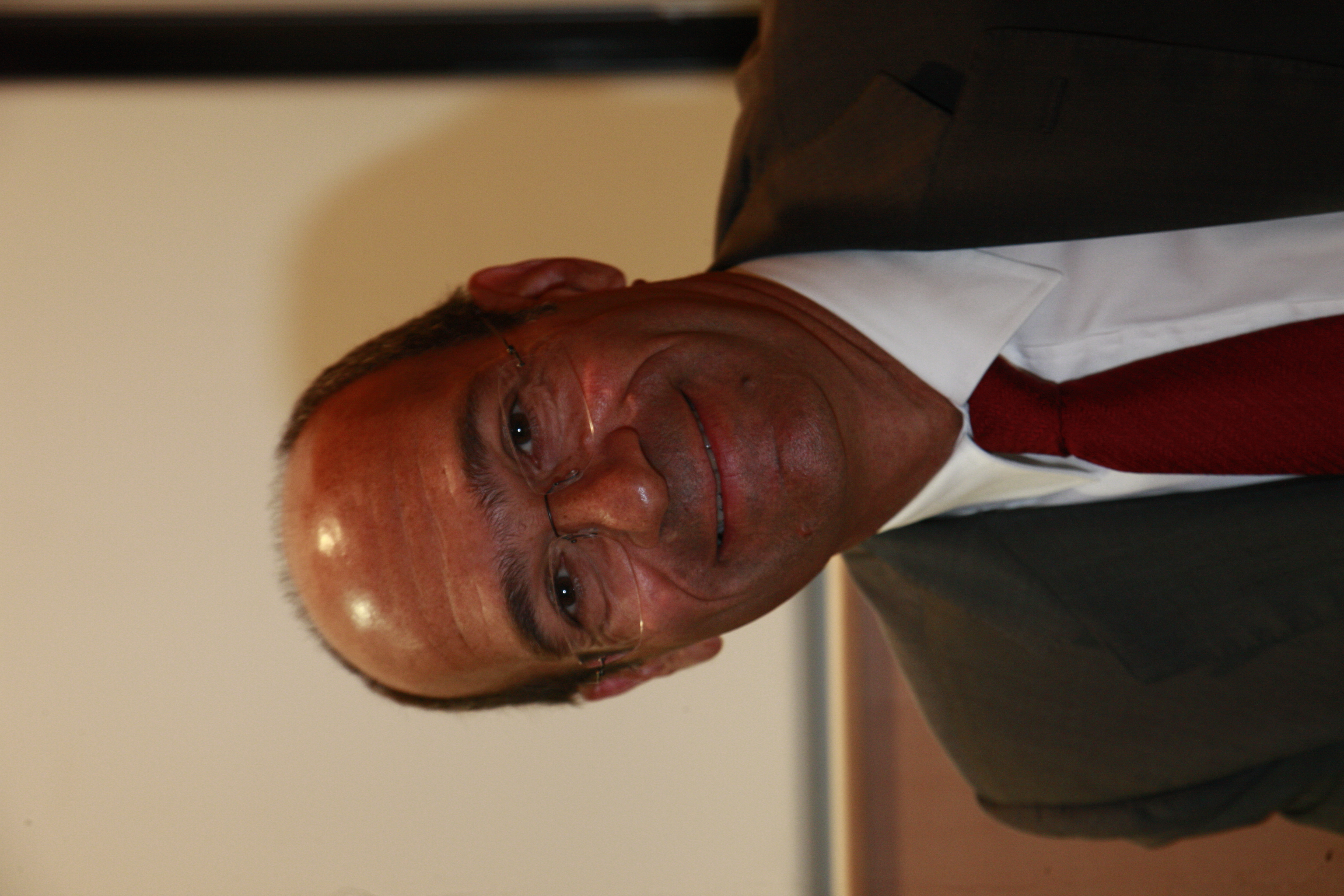
에리크 뵈르트

에리크 뵈르트 (Éric Wœrth, 1956년 1월 29일 ~ )는 프랑스의 정치인이다. 우아즈주, 크레유에서 태어나서 HEC 경영대학원과 파리정치대학에서 공부하였다. 2002년에 우아즈주의 의원으로 당선되었으며, 대중운동연합의 재무를 담당하고 있다. 2004년부터 2005년까지 장피에르 라파랭 정부 하에서 국가 변혁을 위한 국무장관직을 맡았다. 2007년 5월 18일에 프랑수아 피용 정부 하에서 예산 장관이 되었으며 그 후 2010년 3월 21일에 노동부 장관에 임명되었다.